# Schloss Pålsjö

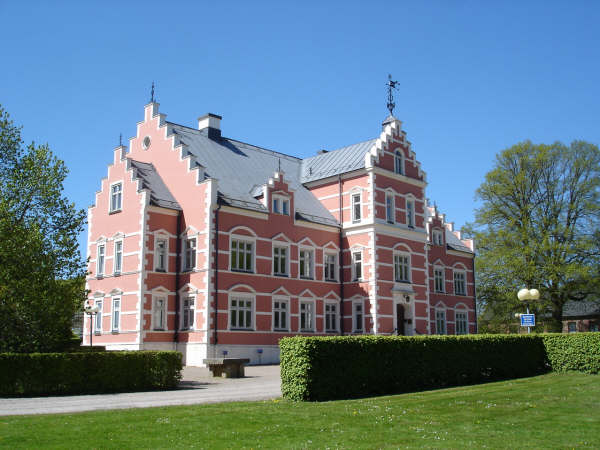
Ostfassade von Schloss Pålsjö

Schloss Pålsjö (schwedisch Pålsjö slott) ist ein Schloss bei Helsingborg in Schweden.
Das Schloss liegt im Wald von Pålsjö im Norden Helsingborgs. Es wurde zwischen 1676 und 1679 errichtet; seine Ursprünge gehen jedoch bis ins Mittelalter zurück. Während der Schlacht bei Helsingborg richtete der Feldherr Magnus Stenbock hier sein Hauptquartier ein. Der Park im französischen Stil wurde in den 1760er Jahren angelegt.
Lange Zeit war das Schloss im Besitz der Familie Follin. Heute gehört es der Gemeinde Helsingborg.
Koordinaten: 56° 4′ 8,5″ N, 12° 40′ 48″ O